# آيت ودجاس (إيمولاس)
آيت ودجاس هي إحدى مشيخات المملكة المغربية، تتبع جغرافيا لإقليم تارودانت وإداريًا لإيمولاس. يقدر عدد سكانها بـ 4493 نسمة حسب الإحصاء الرسمي للسكان والسكنى لسنة 2004.